# Disembolus convolutus
Espèce
Disembolus convolutus est une espèce d'araignées aranéomorphes de la famille des Linyphiidae.

## Distribution
Cette espèce est endémique d'Oregon aux États-Unis,. Elle se rencontre dans le comté de Sherman à Rufus.

## Description
Les mâles mesurent de 1,25 à 1,35 mm et les femelles de 1,45 à 1,55 mm.

## Publication originale
- Millidge, 1981 : The erigonine spiders of North America. Part 4. The genus Disembolus Chamberlin and Ivie (Araneae: Linyphiidae). Journal of Arachnology, vol. 9, no 3, p. 259-284 (texte intégral).